# Dolomitas de Brenta
Os Dolomitas de Brenta  (em alemão:  Brenta-Gruppe) são um maciço montanhoso que se encontra na região de Trentino-Alto Adige da  Itália. O ponto mais alto é o Cima Tosa' com 3 173 m.

## Localização
Os Dolomitas de Brenta estendem-se por cerca de 40 km de comprimento e 12 na parte mais larga, e está rodeado de vales; a Norte o vale de Sole, a este o Vale de Non donde se encontra os alpes que deles tomaram o nome, a Sul vale de Giudicarie, e a Oeste o vale de Rendena.
	da mesma secção alpina a Norte os Alpes de Ortles e a Sul Dolomitas de Brenta. De outras secções tem a Oeste os Pré-Alpes Bergamascos.

## SOIUSA
A Subdivisão Orográfica Internacional Unificada do Sistema Alpino (SOIUSA) dividiu os Alpes em duas grandes Partes: Alpes Ocidentais e Alpes Orientais, separados pela linha formada pelo Rio Reno - Passo de Spluga - Lago de Como - Lago de Lecco.
Os Alpes de Ortles, Alpes do Vale de Non, Alpes de Adamello e de Presanella, e as Dolomitas de Brenta formam a secção alpina dos Alpes Réticos meridionais

### Classificação SOIUSA
Segundo a SOIUSA este acidente geográfico é uma Sub-secção alpina com as seguintes características:
- Parte = Alpes Orientais
- Grande sector alpino = Alpes Orientais-Sul
- Secção alpina = Alpes Réticos meridionais
- Sub-secção alpina = Dolomitas de Brenta
- Código = II/C-28.IV

## Imagens

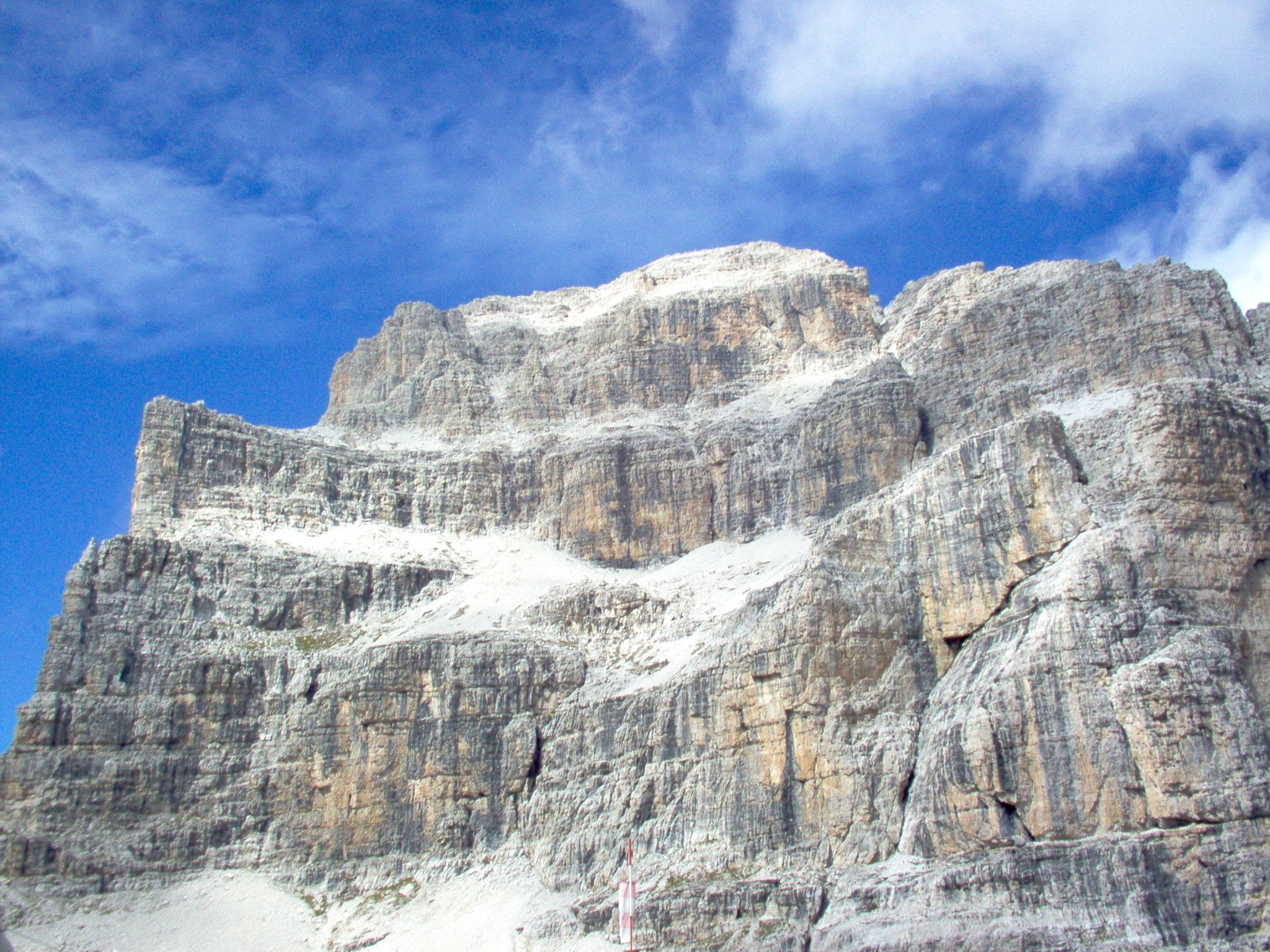
O Cima Brenta Alta - Dolomites
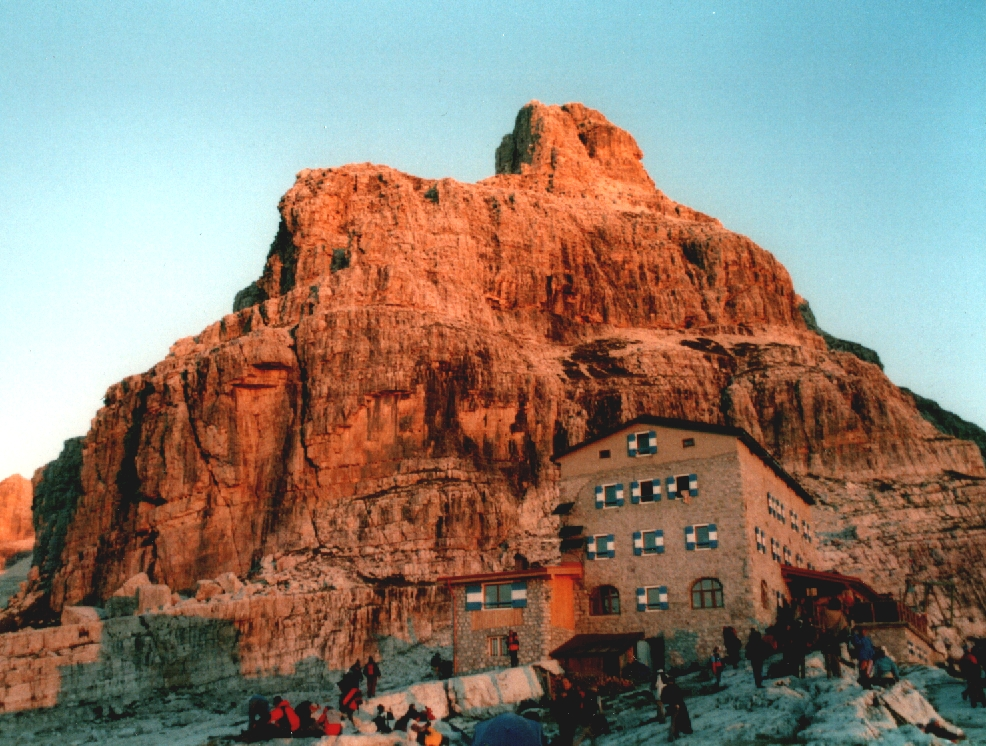
Rifugio Pedrotti